# دام نامرئی
دام نامرئی فیلمی است ایرانی که در سال ۱۳۵۷ به کارگردانی فریبرز صالح ساخته شده‌است. این فیلم به داستان جاسوسی سرلشکر احمد مقربی برای شوروی و دستگیری وی می‌پردازد.

## فهرست صداپیشگان
- محمدباقر توکلی (سرلشکر مقربی)
- عطاءالله کاملی (رئیس کل)
- پرویز فیروزکار (رئیس واحد)
- مازیار بازیاران (رئیس گروه)
- شهاب عسگری (کارمند گزارش کننده)
- علی ثابت (سرایدار)
- تورج نصر (گماشته)
- امیرهوشنگ قطعه‌ای (آلبرت)
- کنعان کیانی (پیتر)
- جلال مقامی (بوریس)